# Автономная область

Автономная область на карте России

Автоно́мная о́бласть (АО) — форма государственной автономии (административно-территориального устройства) в СССР и в некоторых других государствах (например, Автономная область Западная Босния, Автономная область кри, Муреш-Венгерская автономная область).
Из постсоветских государств автономные области в настоящее время существуют в России (Еврейская автономная область) и Таджикистане (Горно-Бадахшанская автономная область).

## История
Автономные области (АО) начали появляться на территории РСФСР (а позже — и СССР) после Октябрьской революции из территорий с преимущественным нерусским населением (в союзных республиках — с преимущественным нетитульным населением). Сначала АО были самостоятельными субъектами наряду с губерниями, областями, республиками (АССР), затем их вместе с губерниями стали объединять в края. В дальнейшем большинство АО были преобразованы в республики и с декабря 1936 года вновь стали самостоятельными субъектами.
В хронологическом порядке на территории РСФСР были образованы следующие автономные области:
- АО немцев Поволжья (1918), с 1923 года — АССР немцев Поволжья
- Вотская АО (1920), с 1932 года — Удмуртская АО, с декабря 1936 года — Удмуртская АССР
- Калмыцкая АО (1920, 1957), с 1935 года — Калмыцкая АССР (ликвидирована в 1943 году), с 1958 года — Калмыцкая АССР
- Карельская трудовая коммуна (1920), с 1923 года — Карельская АССР
- Марийская АО (1920), с декабря 1936 года — Марийская АССР
- Чувашская АО (1920), с 1925 года — Чувашская АССР
- Бурят-Монгольская АО (1921), с 1923 года объединена с Монголо-Бурятской АО в Бурят-Монгольскую АССР
- Кабардинская АО (1921), с 1922 года объединена с Балкарским округом в Кабардино-Балкарскую АО
- АО Коми (Зырян) (1921), с декабря 1936 года — Коми АССР
- Монголо-Бурятская АО (1921), с 1923 года объединена с Бурят-Монгольской АО в Бурят-Монгольскую АССР
- Адыгейская (Черкесская) АО (1922), первый месяц называлась Черкесская (Адыгейская) АО, в 1928 году переименована в Адыгейскую АО (по 1990 год — в составе Краснодарского края)
- Кабардино-Балкарская АО (1922), с декабря 1936 года — Кабардино-Балкарская АССР
- Карачаево-Черкесская АО (1922), в 1926 году разделена на Карачаевскую АО и Черкесский НО (с 1928 года — Черкесская АО), в 1943 году Карачаевская АО была ликвидирована, в 1957 году к Черкесской АО присоединена территория бывшей Карачаевской АО, и Черкесская АО переименована в Карачаево-Черкесскую АО (по 1990 год — в составе Ставропольского края)
- Ойратская АО (1922), с 1932 года — Ойротская АО, с 1948 года — Горно-Алтайская АО (по 1990 год — в составе Алтайского края)
- Чеченская АО (1922), в 1934 году объединена с Ингушской АО в Чечено-Ингушскую АО
- Ингушская АО (1924), в 1934 году объединена с Чеченской АО в Чечено-Ингушскую АО
- Кара-Киргизская АО (1924), с 1925 года — Киргизская АО, с 1926 года — Киргизская АССР, с декабря 1936 года — Киргизская ССР
- Северо-Осетинская АО (1924), с декабря 1936 года — Северо-Осетинская АССР
- Каракалпакская АО (1925), до 1930 года — в составе Казакской АССР, с 1932 года — Каракалпакская АССР в составе РСФСР, с декабря 1936 года — Каракалпакская АССР в составе Узбекской ССР
- Мордовская АО (1930), с декабря 1934 года — Мордовская АССР
- Хакасская АО (1930) (по 1990 год — в составе Красноярского края)
- Еврейская АО (1934) (по 1990 год — в составе Хабаровского края)
- Чечено-Ингушская АО (1934), с декабря 1936 года — Чечено-Ингушская АССР
- Тувинская АО (1944, на присоединённой территории), с октября 1961 года — Тувинская АССР

В некоторых союзных республиках тоже были образованы автономные области: в Грузинской ССР была образована Юго-Осетинская АО (1922), в Азербайджанской ССР — Нагорно-Карабахская АО (1923), а в Таджикской ССР (фактически — в Таджикской АССР Узбекской ССР) — Горно-Бадахшанская АО (1925).
Таким образом к 1990 году в составе СССР находилось восемь автономных областей: пять в составе краёв РСФСР и три в союзных республиках.
15 декабря 1990 года автономные области в РСФСР были выведены из состава краёв в самостоятельные субъекты, а 21 апреля 1992 года получили статус республик (кроме Еврейской АО).
На территории бывшего Союза ССР сохранилась лишь Горно-Бадахшанская АО в составе Республики Таджикистан.
В Грузии и Азербайджане автономные области были упразднены. Такое течение событий вызвало протесты жителей бывших АО, которые в итоге вылились в вооружённые конфликты и обернулись потерей контроля над частью земель. На территориях бывших АО образованы де-факто независимые непризнанные государства Республика Южная Осетия и Нагорно-Карабахская Республика.

## Список автономных областей вСоветском Союзе
| Автономная область                                                                           | C          | По          | Адм. центр                     | Союзная республика  | Титульная нация     | Примечания                                                     |
| -------------------------------------------------------------------------------------------- | ---------- | ----------- | ------------------------------ | ------------------- | ------------------- | -------------------------------------------------------------- |
| Автономная область немцев Поволжья                                                           | 19.10.1918 | 19.12.1923  | Покровск                       | РСФСР               | поволжские немцы    | Ныне Саратовская область                                       |
| Удмуртская (до 01.01.1932 — Вотская)                                                         | 04.11.1920 | 28.12.1934  | Ижевск                         | РСФСР               | удмурты (вотяки)    | Ныне Удмуртская Республика                                     |
| Марийская                                                                                    | 04.11.1920 | 05.12.1936  | Йошкар-Ола                     | РСФСР               | марийцы             | Марийская АССР (1936—1993), ныне Республика Марий Эл           |
| Бурят-Монгольская                                                                            | 27.04.1921 | 30.05.1923  | Чита                           | РСФСР               | буряты              | Ныне Республика Бурятия                                        |
| Монголо-Бурятская                                                                            | 09.01.1922 | 30.05.1923  | Иркутск                        | РСФСР               | буряты              | Ныне Республика Бурятия                                        |
| Кабардинская                                                                                 | 01.07.1921 | 16.01.1922  | Нальчик                        | РСФСР               | кабардинцы          | Ныне Кабардино-Балкария                                        |
| Калмыцкая                                                                                    | 1921       | 1958        | Астрахань до 1928 года, Элиста | РСФСР               | калмыки             | Ныне Республика Калмыкия                                       |
| Коми (Зырян)                                                                                 | 1921       | 1936        | Сыктывкар                      | РСФСР               | коми-зыряне         | Ныне Республика Коми                                           |
| Карачаево-Черкесская                                                                         | 12.01.1922 | 16.05.1992  | Черкесск                       | РСФСР               | карачаевцы, черкесы | Ныне Карачаево-Черкесская Республика                           |
| Юго-Осетинская                                                                               | 20.04.1922 |             | Цхинвали                       | Грузинская ССР      | осетины             | Ныне Южная Осетия (со спорным статусом)                        |
| Горно-Алтайская (до 1932 — Ойратская, до 1948 — Ойротская)                                   | 01.06.1922 | 16.05.1992  | Горно-Алтайск                  | РСФСР               | алтайцы             | Ныне Республика Алтай                                          |
| Адыгейская (до 24.08.1922 — Черкесская (Адыгейская), до 13.08.1928 — Адыгейская (Черкесская) | 27.07.1922 | 16.05.1992  | Майкоп                         | РСФСР               | адыги (черкесы)     | Ныне Республика Адыгея                                         |
| Нагорно-Карабахская                                                                          | 05.07.1923 | 26.11.1991  | Степанакерт                    | Азербайджанская ССР | армяне              | Ныне в составе Карабахского экономического района Азербайджана |
| Северо-Осетинская                                                                            | 07.07.1924 | 05.12.1936  | Владикавказ                    | РСФСР               | осетины             | Ныне Республика Северная Осетия — Алания                       |
| Ингушская                                                                                    | 07.11.1924 | 15.01.1934  | Владикавказ                    | РСФСР               | ингуши              | Ныне Республика Ингушетия                                      |
| Горно-Бадахшанская                                                                           | 02.01.1925 | наст. время | Хорог                          | Таджикская ССР      | памирские народы    | Существует до сих пор                                          |
| Кара-Калпакская                                                                              | 16.02.1925 | 20.03.1932  | Турт-куль                      | РСФСР               | каракалпаки         | Ныне Республика Каракалпакстан                                 |
| Мордовская                                                                                   | 10.01.1930 | 20.12.1934  | Саранск                        | РСФСР               | мордва              | Ныне Республика Мордовия                                       |
| Хакасская                                                                                    | 20.10.1930 | 16.05.1992  | Абакан                         | РСФСР               | хакасы              | Ныне Республика Хакасия                                        |
| Еврейская                                                                                    | 07.05.1934 | наст. время | Биробиджан                     | РСФСР               | евреи               | Существует до сих пор                                          |
| Тувинская                                                                                    | 11.10.1944 | 10.10.1961  | Кызыл                          | РСФСР               | тувинцы             | Ныне Республика Тыва                                           |